# Byggeri
Byggeri er det at opføre bygninger, anlæg og forskellige konstruktioner. Byggebranchen udgør en væsentlig del af økonomien og meget nybyggeri opføres af bygge- og anlægsvirksomheder.

## Historie
I Nordeuropa var det oprindelige byggemateriale træ, som det fx ses i de danske ringborge fra vikingetiden, men tidligt begyndte man at bygge i bindingsværk, hvor et træskelet udfyldes med lerklining og senere murværk. Stenhuse var oprindeligt forbeholdt magthavere og elite, men fra engang i 1600-tallet blev murstenshuse almindelige i Danmark, hvis bykerner stadig præges af mange bygninger opført i røde og senere gule mursten og tagsten, som blev fremstillet på teglværker over hele landet.
Et stykke op i 1800-tallet brugtes stadig kalkmørtel som bindemiddel ved murstensbyggeri, men med udviklingen af Portland cement omkring 1820 i England, med dansk produktion fra omkring 1870, blev det muligt at bygge højere og dristigere pga cementens større styrke. I Frankrig udvikledes omkring 1865 teknikker til fremstilling af armeret beton, et byggemateriale som stadig nu halvandet århundrede senere er særdeles hyppigt anvendt ved alle større byggerier.

### Ritualer
Fra gammel tid er bevaret visse ritualer i forbindelse med byggeri:
Når et jord- eller anlægsarbejde påbegyndes, er det sædvane at markere dette ved en første spadestik-ceremoni, hvor betydningsfulde personer med tilknytning til projektet graver de første skovlfulde jord, ofte med en særlig kunstfærdigt udformet spade.[kilde mangler]
På et tidligt tidspunkt af en bygnings opførelse er det sædvane at lægge grundsten, dvs at lade en eller flere personer med tilknytning til byggeriet indmure hver sin mursten, mens de udtaler et ønske for bygningen. Sammen med stenene indmures en æske med mønter og oplysninger om byggeriet. Denne skik menes at stamme fra en oprindelig, noget mere barsk tradition med at indmure levende dyr eller mennesker i bygningens fundament, som et offer til guderne og for at sikre bygningens stabilitet.
Når opførelsen af en bygning nærmer sig sin afslutning, er det i mange lande skik at pynte bygningen med fx træer eller kranse af løv, og afholde rejsegilde, hvor bygherren beværter bygningsarbejderne, i Danmark oftest med øl og pølser. Skikken er oprindelig skandinavisk, men har senere spredt sig til især den angelsaksiske verden.
Bygningsarbejdere som føler sig dårligt behandlet af bygherren under byggeriet, kan straffe eller drille bygherren ved at udstyre bygningen med en død murer, sådan at bygningen i blæsevejr udsender generende lyde.

### Eksempler på danske bygværker
- De ældste dele af fæstningsanlægget Dannevirke i Slesvig er fra omkring år 500.
- Genopført langhus i træ fra vikingetiden ved ringborgen Fyrkat.
- Københavns Slot lå i årene 1370-1731 der hvor Christiansborg ligger i dag; kobberstik fra slutningen af 1600-tallet, med Børsen i baggrunden.
- Børsen i København er opført i begyndelsen af 1600-tallet i gule sandsten og røde mursten i nederlandsk renæssance.
- Københavns Kommunehospital fra 1863 var Danmarks første moderne sygehus, bl.a. opført på baggrund af koleraepidemien nogle år tidligere.
- Aarhus Universitet er opført i midten af 1900-tallet i funktionalistisk stil i gule mursten.
- Den gamle Lillebæltsbro er en stålkonstruktion fra 1935.
- Veresk-broen er en vigtig del af den transiranske jernbane, som blev bygget i 1930-erne af det danske entreprenørfirma Kampsax; her ses broen på iransk pengeseddel fra 1948 med shah Mohammad Reza.
- Danmarks første højhuse blev bygget i 1950-erne på Bellahøj i København.
- Høje Gladsaxe er et stort almennyttigt boligkompleks opført i 1960-erne af betonelementer i montagebyggeri.
- Cityringen er Københavns nyeste metro, åbnet i 2019.